# Железная планета

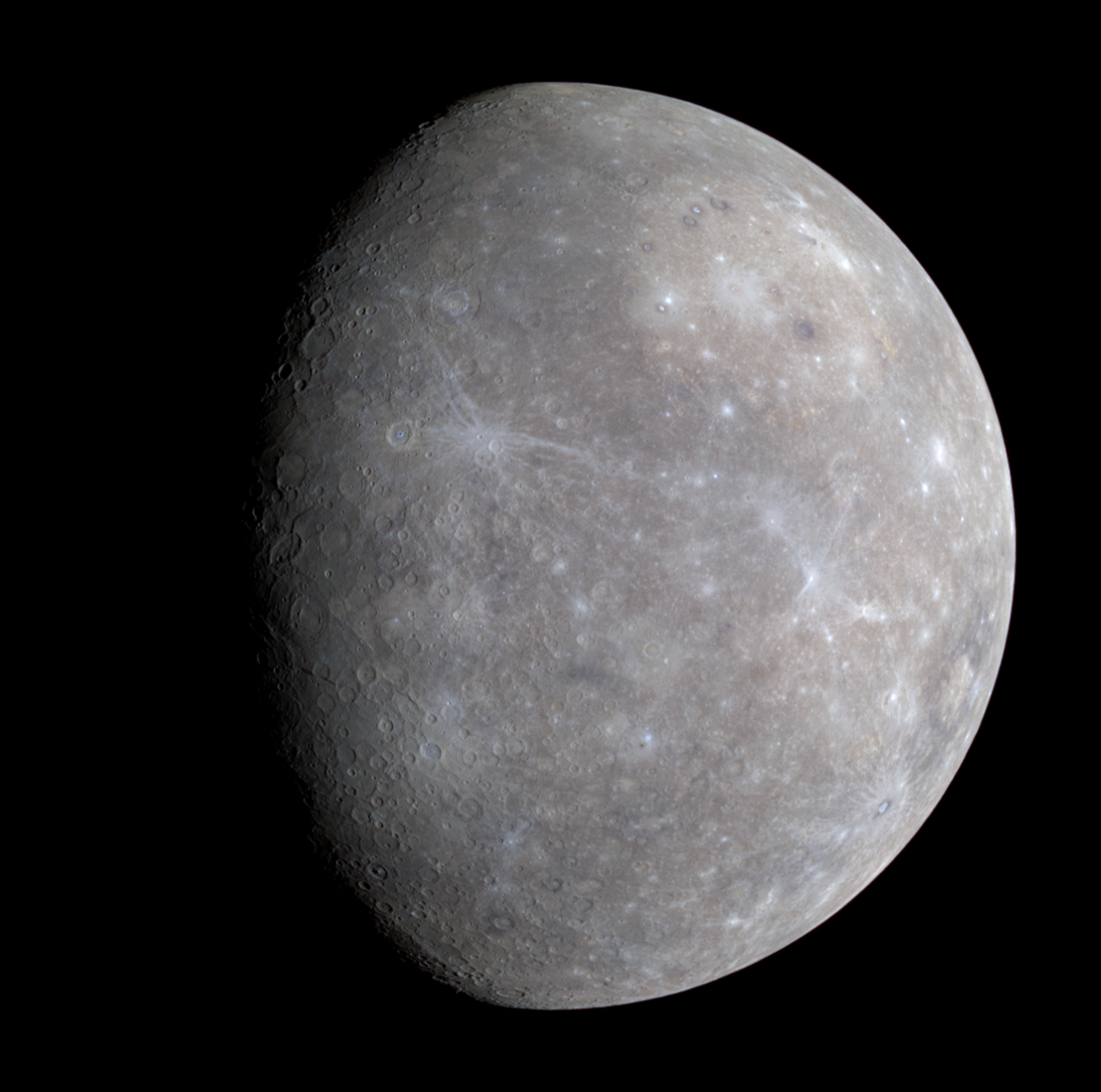
Меркурий является наиболее приближённым к этому типу планет в Солнечной системе.

Железная планета — разновидность экзопланет земного типа, которая состоит, прежде всего, из насыщенного железом ядра с последующим тонким слоем мантии, либо без мантии. Наиболее похожим астрономическим телом этого типа в Солнечной системе является Меркурий, но вероятно, во Вселенной существуют более крупные железные экзопланеты.

## Происхождение

Сравнение размеров планет с различным химическим составом. (см. Железные планеты)

Железные планеты могут являться остатками обычных металло-силикатных планет земного типа, которые в результате грандиозных столкновений потеряли мантию. Текущие модели формирования планет предсказывают, что железные планеты могут формироваться на ближних орбитах или в окрестностях массивных звёзд, чей протопланетный диск состоит, по-видимому, из материала, богатого железом.

## Особенности
Железные планеты меньше по размеру и имеют более высокую плотность, чем другие типы планет сопоставимой массы. У таких планет, возможно, нет тектоники плит, а также существенного сильного магнитного поля, поскольку они быстро охлаждаются после формирования.
Поскольку сочетание воды и железа в геологических масштабах времени нестабильно, то железные планеты, находящиеся в зоне обитаемости, могут быть покрыты озёрами карбонила железа и других экзотических жидкостей, но не водой.

## Обнаруженные планеты этого класса

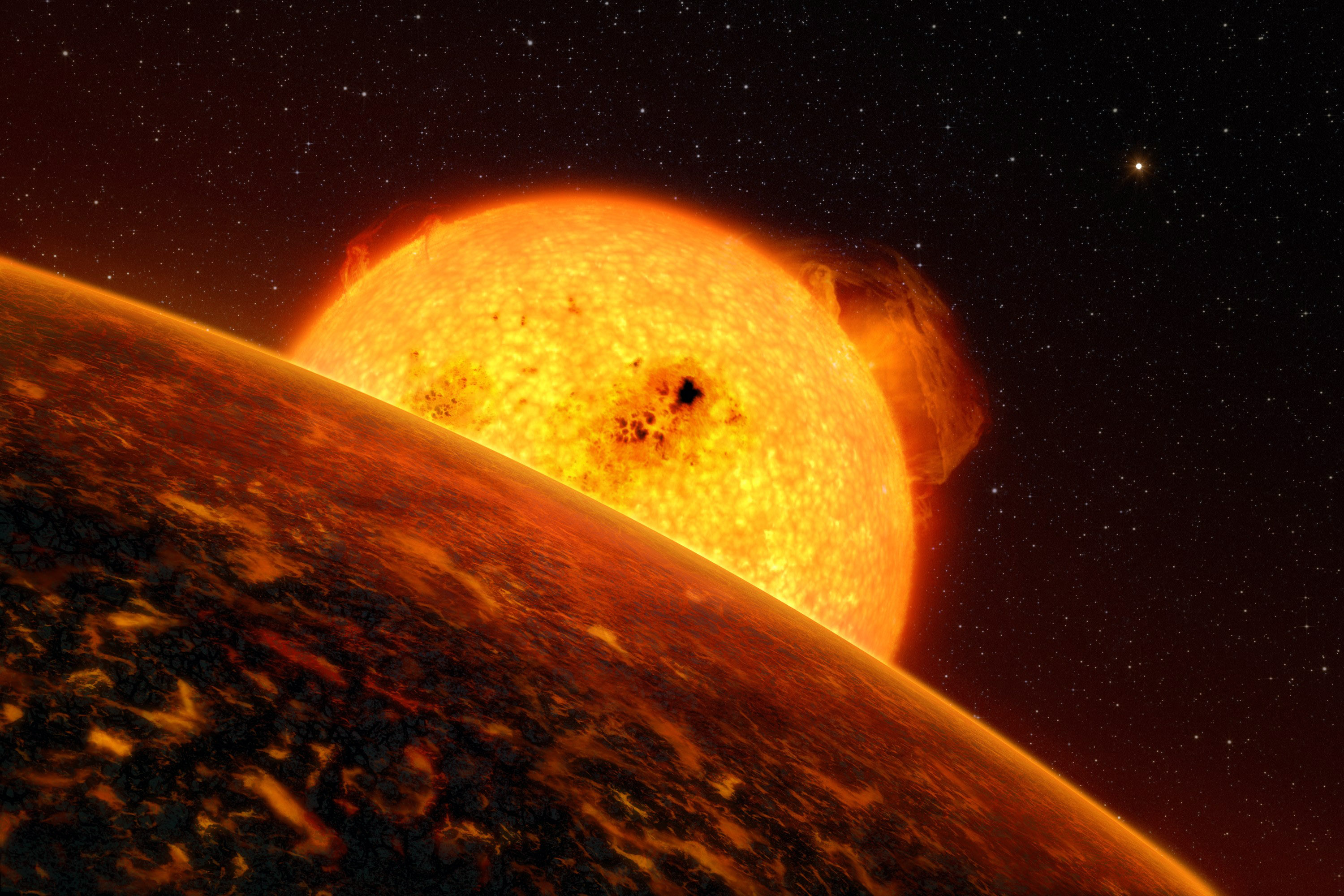
COROT-7 b в представлении художника.

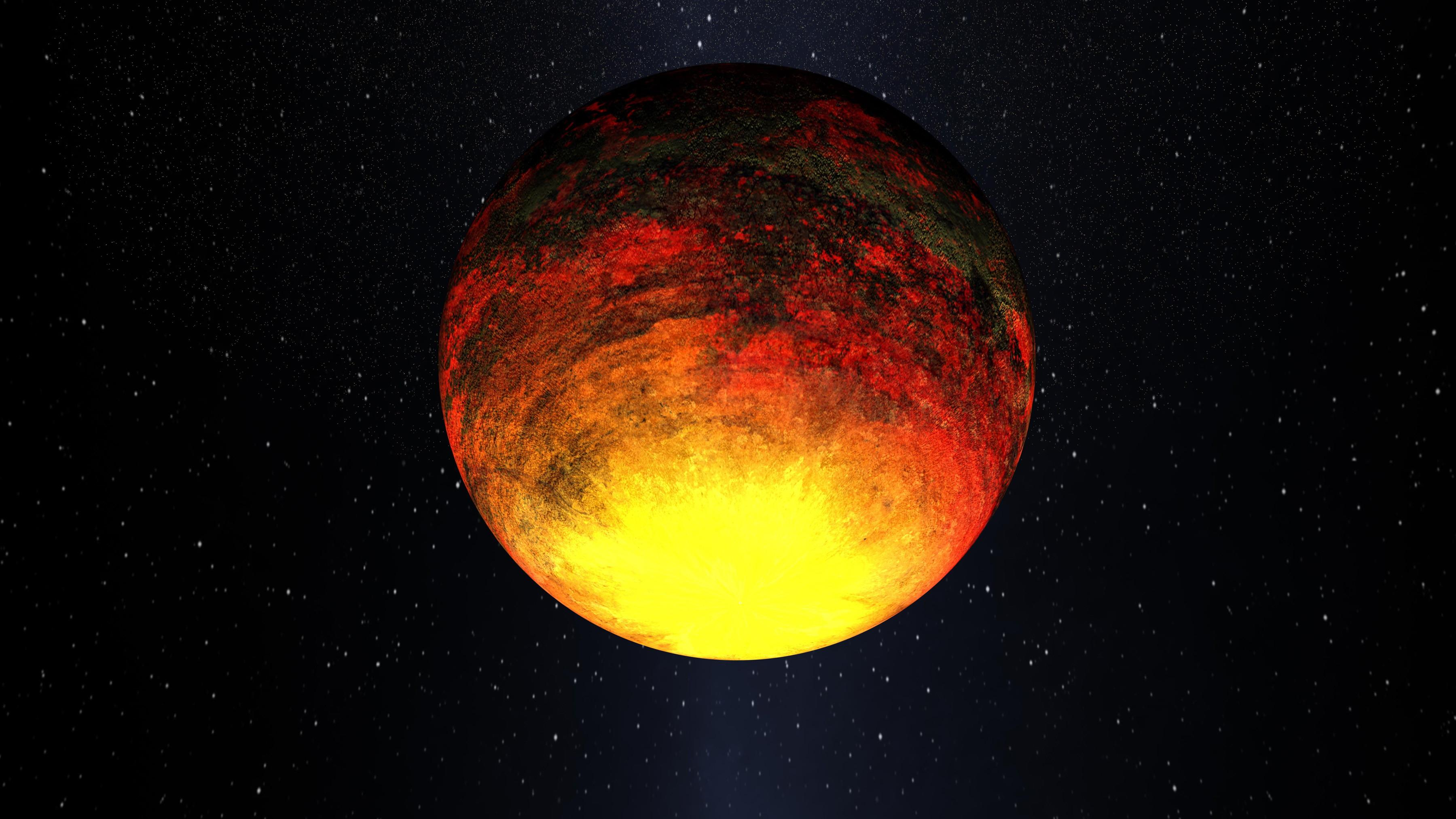
Планета Kepler-10b глазами художника. Имеет более высокую среднюю плотность, чем железо.

- Планета Kepler-10b, открытая 10 января 2011 года имеет диаметр больше Земли в 1,4 раза, а масса — в 4,5 раза[7]. Исходя из этого средняя плотность планеты составляет 8,8 г/см³, что больше плотности железа (7,874 г/см³), и, весьма вероятно, она, относится к этому классу.
- Планета COROT-7b, после уточнения массы, вероятно, тоже относится к этому классу. Её плотность составляет ≈10,4±1,8 г/см³, что также делает её железной планетой. Масса, по уточнённым параметрам, составляет 7,42 земных масс, в то же время диаметр равен 1,58 диаметра Земли[8]. По результатам компьютерного моделирования, возможно, является сатурноподобной планетой, «выпаренной» до ядра[9][10].
- Планета Kepler-974b может состоять в основном из железа[11].
- В звездной системе HD 23472 обнаружили сразу два супермеркурия[12].